# Centaurea ultreiae
Centaurea ultreiae là một loài thực vật có hoa trong họ Cúc. Loài này được Silva Pando mô tả khoa học đầu tiên năm 1987.